# Miséricorde (stalle)
Pour les articles homonymes, voir Miséricorde (homonymie).

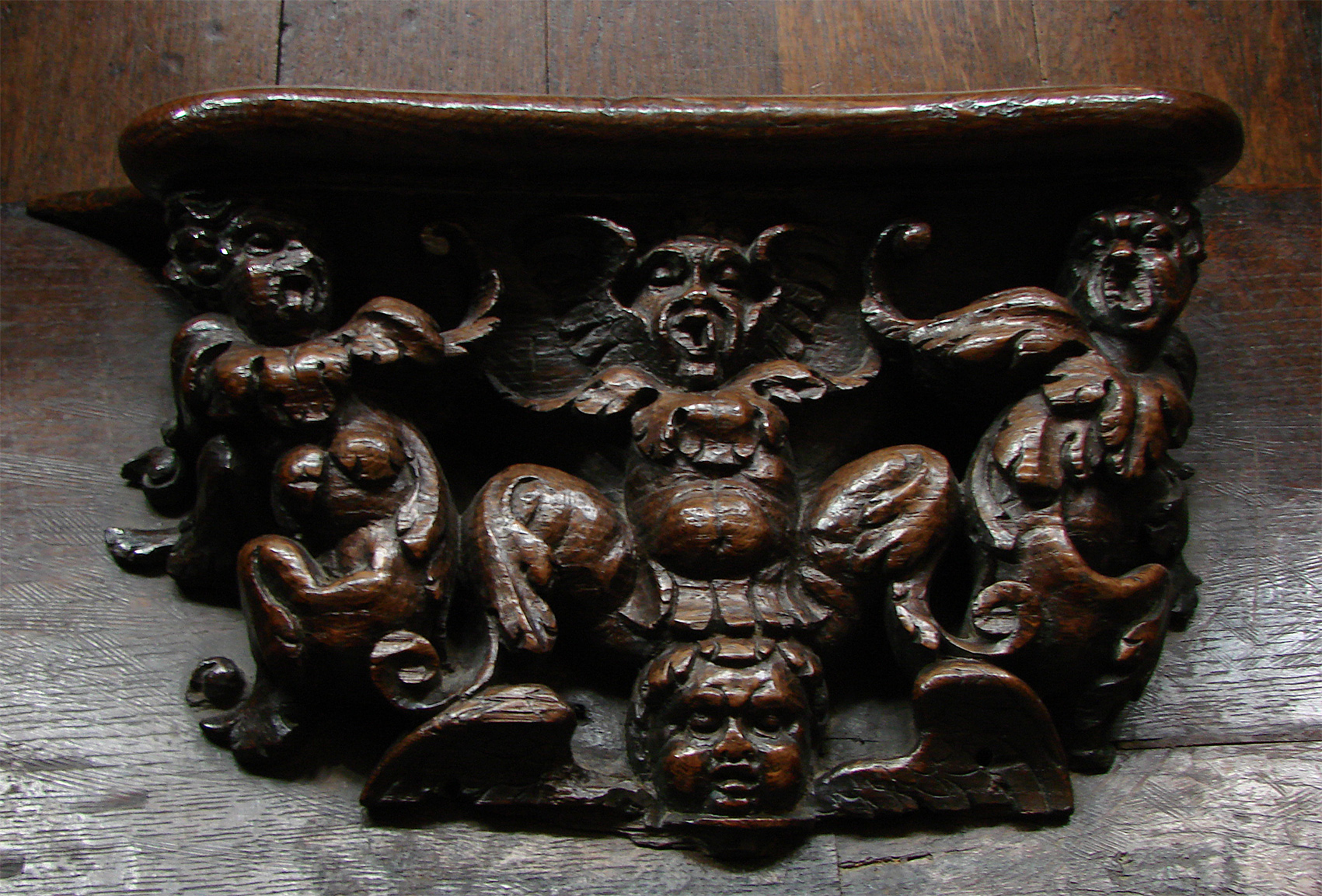
Une miséricorde de la cathédrale Sainte-Marie d'Auch (Gers).

La miséricorde, également appelée patience ou crédence, est une petite console fixée à la partie inférieure du siège pliant d'une stalle de chœur. Elle permet au clerc ou au moine qui participe à l'office divin de prendre appui sur elle lorsqu'il se tient debout et que son siège est relevé.

## Origine
L'origine de la miséricorde est liée à la longueur des offices divins dans les communautés religieuses au Moyen Âge où les prières se faisaient debout. Alors qu'avant le XIe siècle on trouve plutôt mention d'un bâton que les chanoines ou les moines plaçaient discrètement derrière eux, on voit apparaître, au XIe siècle, pour la première fois dans les textes, la notion de « miséricorde ». Les miséricordes se présentent sous la forme de petites consoles fixées au-dessous de la sellette de petits sièges pliants. Tous les chanoines n'en possédaient pas et il est possible qu'elles aient été réservées aux plus âgés d'entre eux.

## Thèmes iconographiques

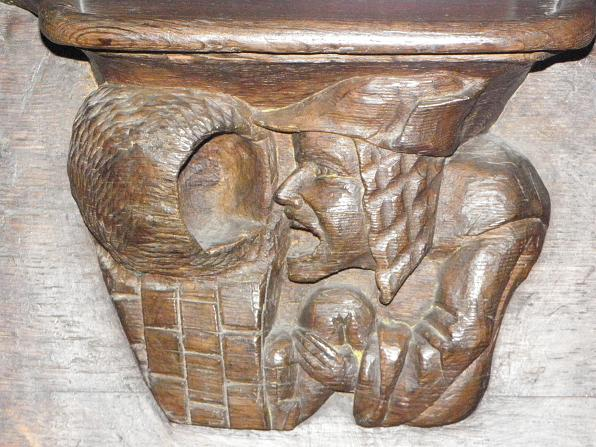
Miséricorde illustrant l'expression « bailler aussi fort qu'un four », basilique Notre-Dame de La Guerche-de-Bretagne.

Les motifs des stalles (qui s'adressent non aux laïcs mais au corps de clercs et moines qui seuls ont accès au chœur de l'église), et tout particulièrement ceux des appuis-main et des miséricordes, trouvent en grande partie leurs origines dans la gravure, la sculpture et la peinture de manuscrits religieux (marges de missels, psautiers, livres d'heures entre le XIIIe siècle et la fin du XVe siècle), c'est-à-dire les mêmes sources culturelles que les clercs.
Les sujets figurés dans les miséricordes sont très variés, constitués à la fois de motifs religieux (allégoriques ou non), de motifs décoratifs (végétaux ou simples ornements) et d'une large part de ce qui est aujourd'hui considéré comme relevant de l'iconographie profane. Cette dernière catégorie inclut des thèmes issus des bestiaires médiévaux, des portraits, des proverbes, jeux de mots, histoires populaires et parfois des sujets volontiers pornographiques ou scatologiques. L'iconographie « osée » de certaines de ces miséricordes ne doit pas être interprétée comme relevant de l'obscénité ou la trivialité populaire mais comme issue de détails d'images pieuses dans lesquelles l'artiste puise pour illustrer des métaphores du quotidien.

Quelques modèles
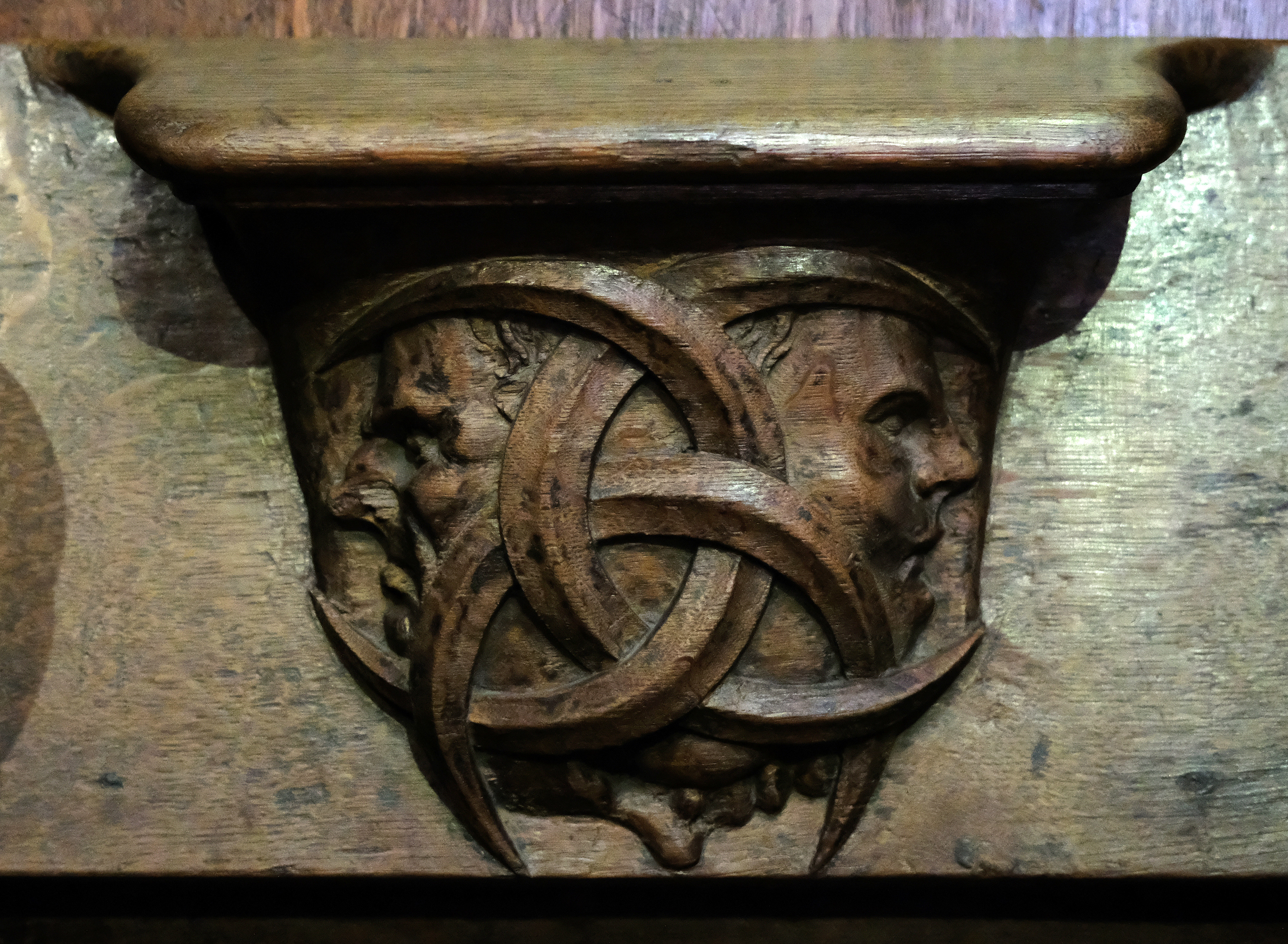
Image de blason : croissants de lune d'Henri III.
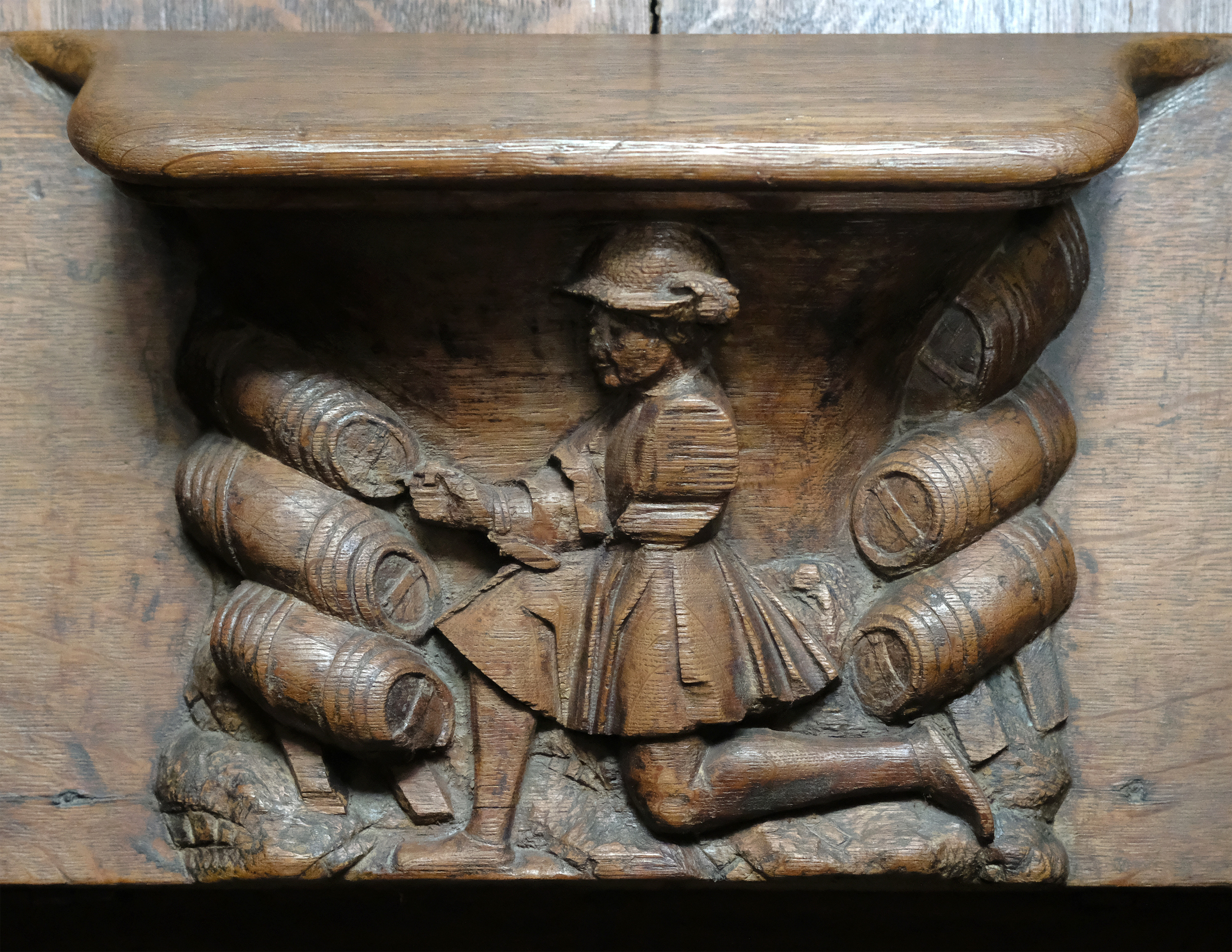
Image d'un métier : vigneron ou marchand de vin.
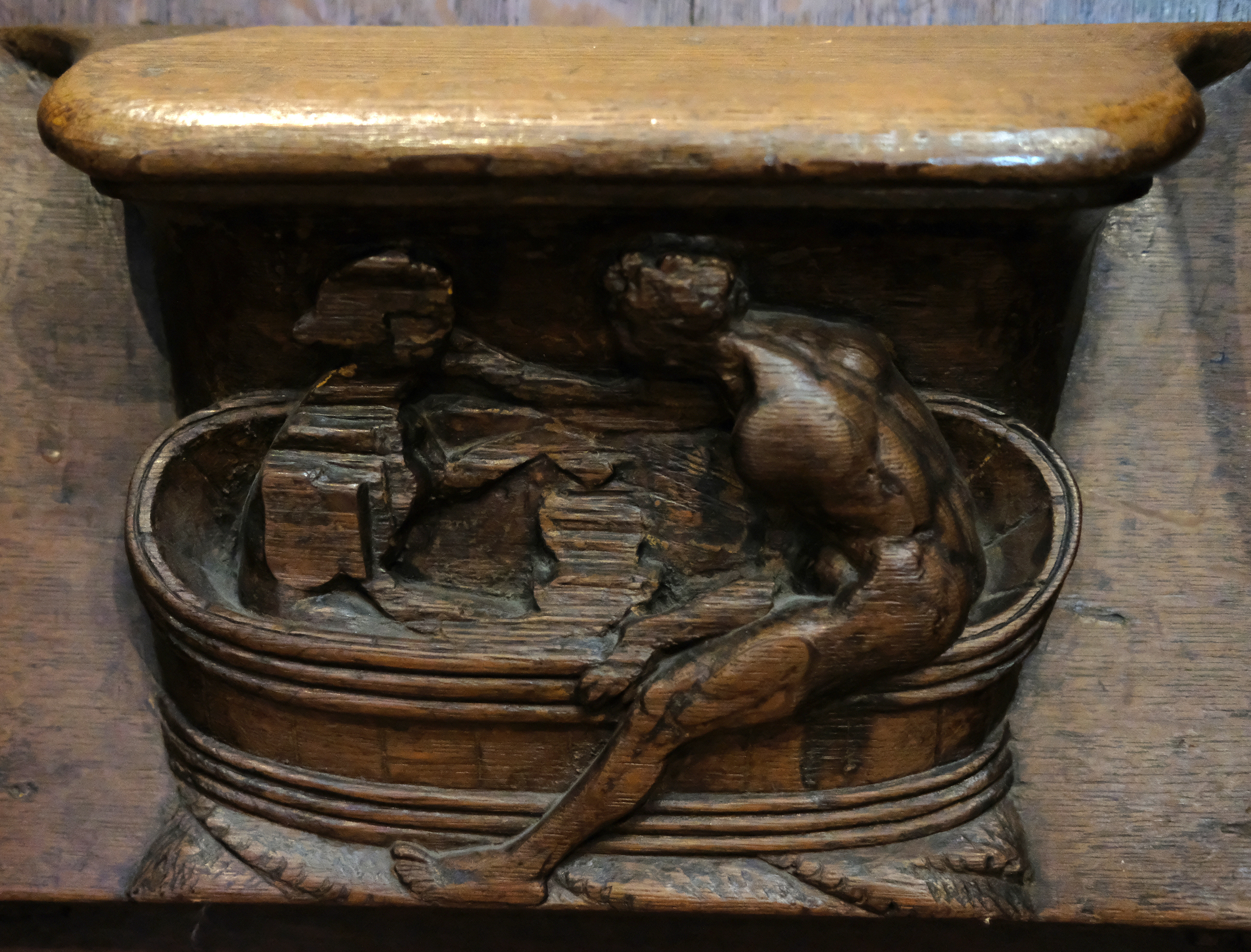
Image licencieuse censurée : couple prenant un bain.

La fréquence des thèmes abordés dépend essentiellement de la circulation et popularité des modèles utilisés, ce qui explique que certains sujets sont récurrents dans certaines régions et complètement absents dans d'autres.

## Répartition

### Allemagne
Les premières stalles avec miséricorde sont apparues en Allemagne.
En tant que siège, elle est désignée par ce nom au monastère d'Hirsau dans Le Livre des règles. Cette ancienne abbaye bénédictine se trouvait à une trentaine de kilomètres de Stuttgart (Allemagne méridionale).
- Cologne, cathédrale.
- Einbeck, collégiale Saint-Alexandre.
- Lübeck, église Saint-Jacob.
- Lunebourg, église Saint-Jean.
- Magdebourg, cathédrale Saint-Maurice-et-Sainte-Catherine.
- Ulm, collégiale.

### Belgique
- Aarschot, collégiale Notre-Dame
- Bruges, cathédrale Saint-Sauveur
- Chimay, église
- Diest, église Saint-Sulpitius
- Gand, cathédrale Saint Bavon
- Grimbergen, abbaye Saint-Servaas
- Hastière-par-delà, abbatiale Saint-Hadelin
- Hoogstraten, église Sainte-Catherine[5]
- Louvain, Sainte-Gertrude
- Lier, Saint-Gommaire
- Liège, église Saint-Jacques-le-Mineur
- Mons, collégiale Sainte-Waudru : modèle rocaille baroque
- Ostende, Saint-Pierre-et-Saint-Paul
- Walcourt, basilique Saint-Materne

### Espagne
- Barcelone, cathédrale
- Burgos, cathédrale
- Cordoue, musée de l'Alcazar
- Grenade, cathédrale
- Roncevaux, collégiale Santa Maria la Real
- Ségovie, cathédrale

### France
En France, on compte près de 9 500 miséricordes sculptées dans environ 400 églises. Dans le domaine iconographique, la cathédrale d’Amiens propose la représentation d’environ 4 000 personnages dans les scènes sculptées. La cathédrale d’Auch représente un autre ensemble remarquable avec un peu plus de 1 500 personnages sculptés.

### Irlande
- Limerick, cathédrale Sainte-Marie (20) : ange debout, animaux fantastiques (vouivres, griffon, licornes) ou naturels (aigle, sanglier, cygne) et deux têtes d'hommes coiffées d'un bonnet retombant sur le côté.

### Italie
- Aoste, collégiale Saint Ours : nombreuses similitudes de sujets avec les miséricordes de la cathédrale Saint-Jean-Baptiste de Saint-Jean-de-Maurienne (Savoie, France).

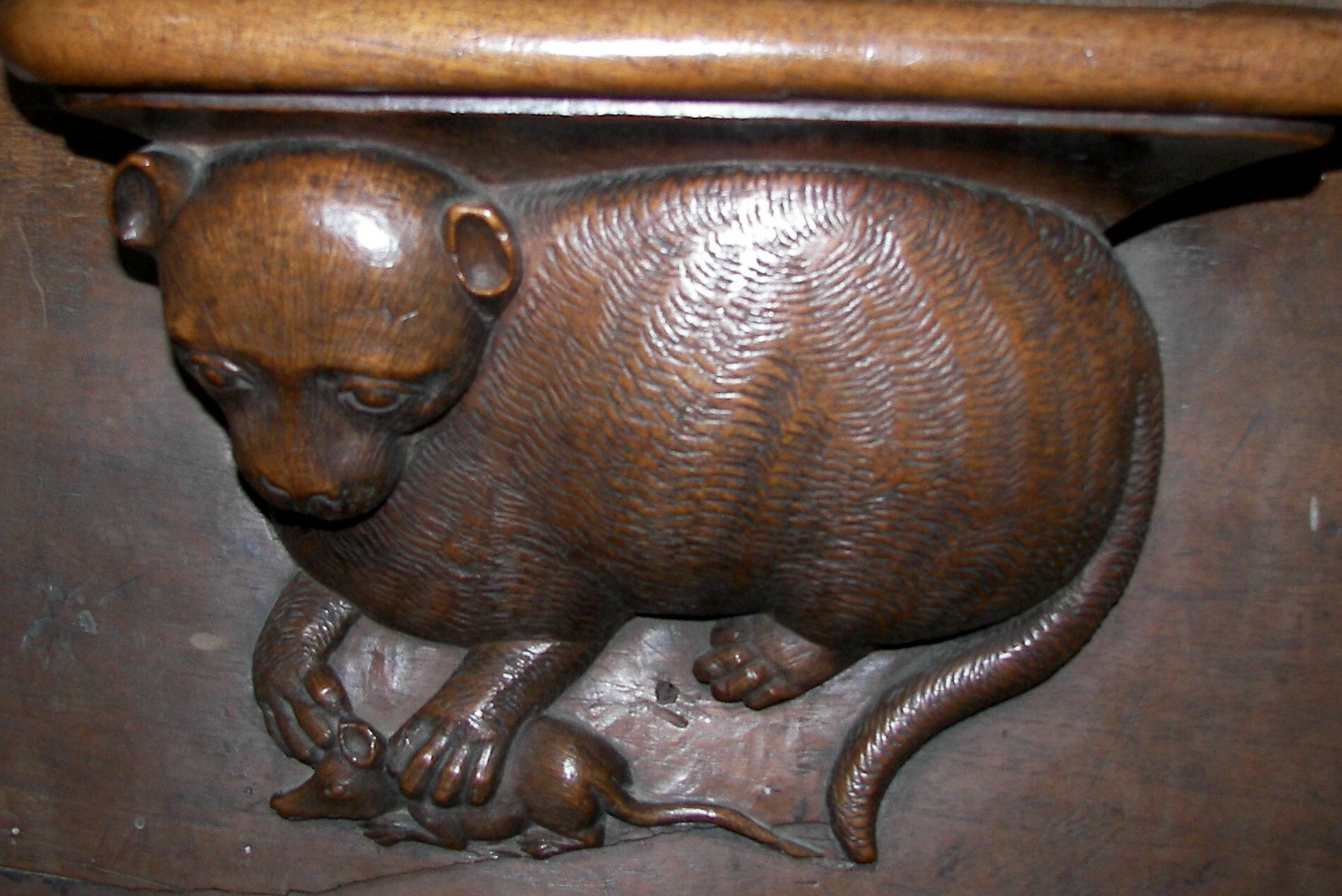
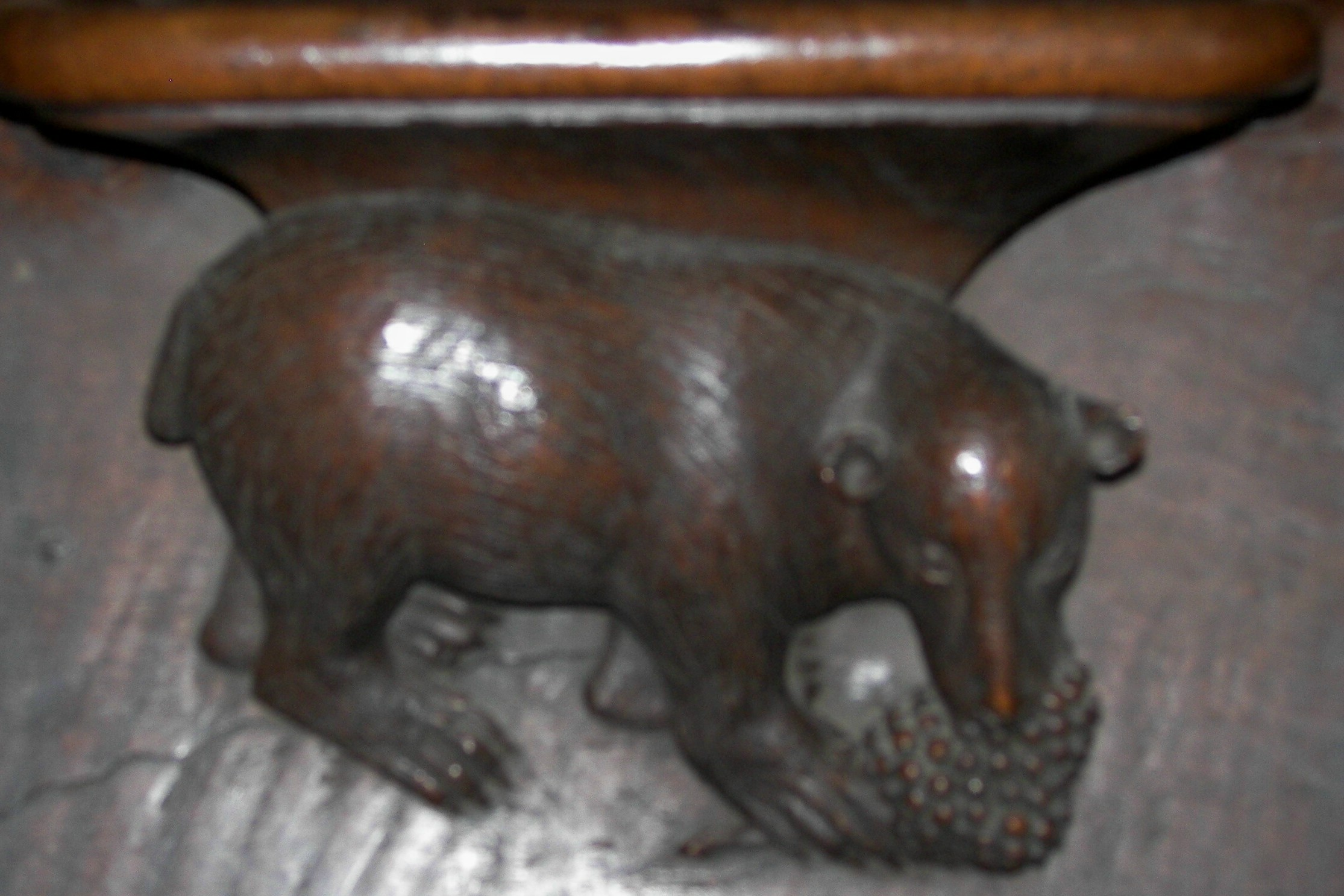
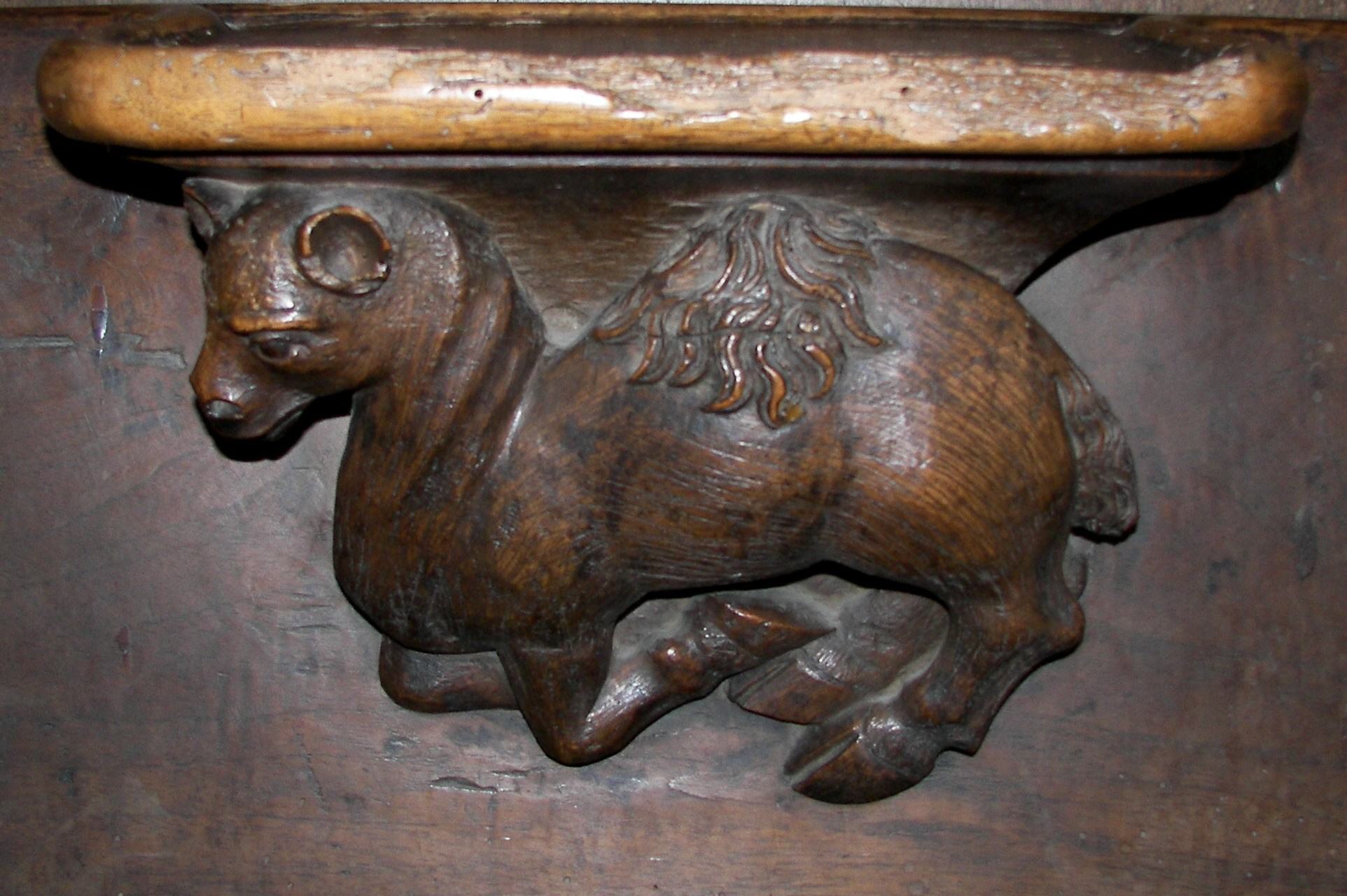
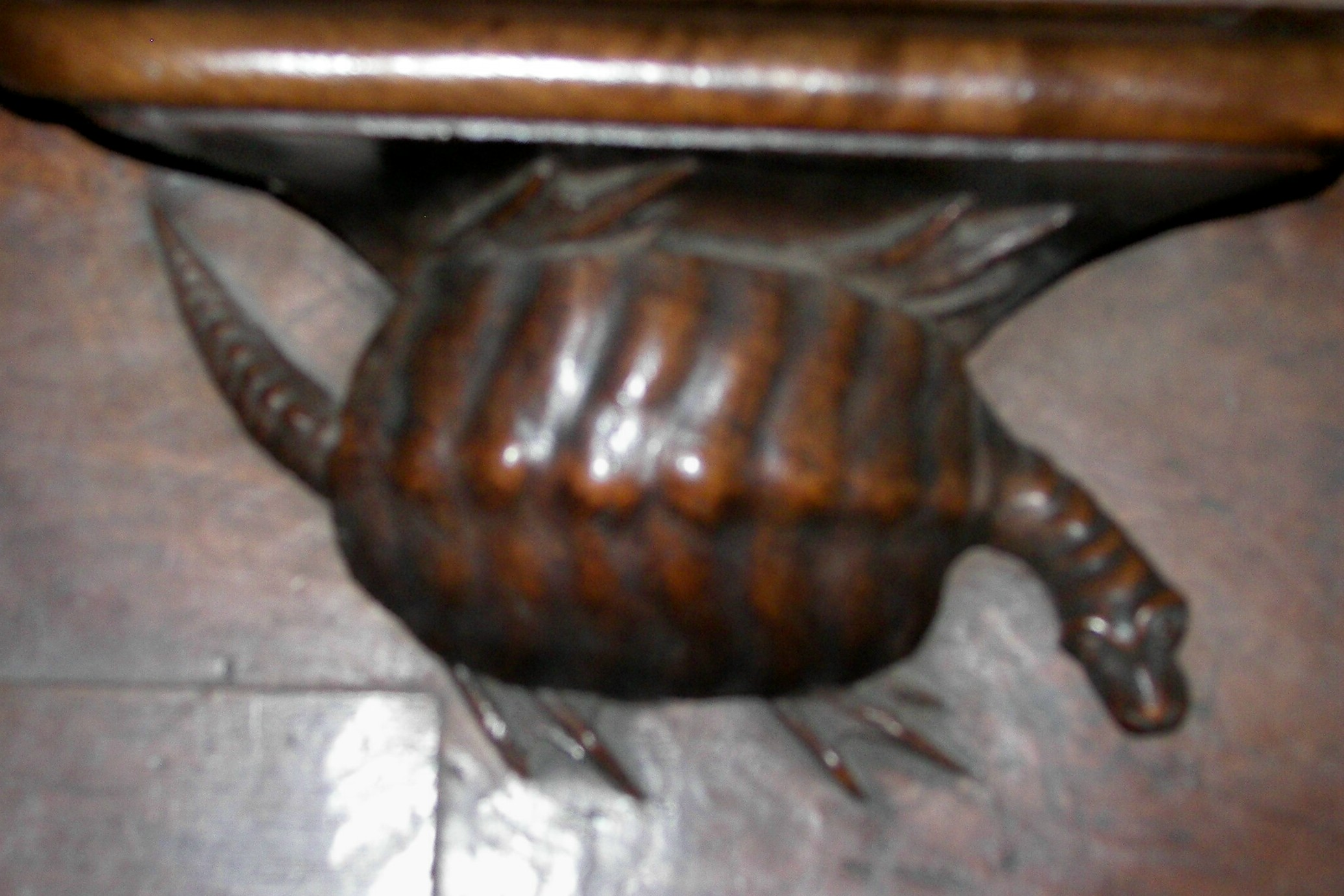
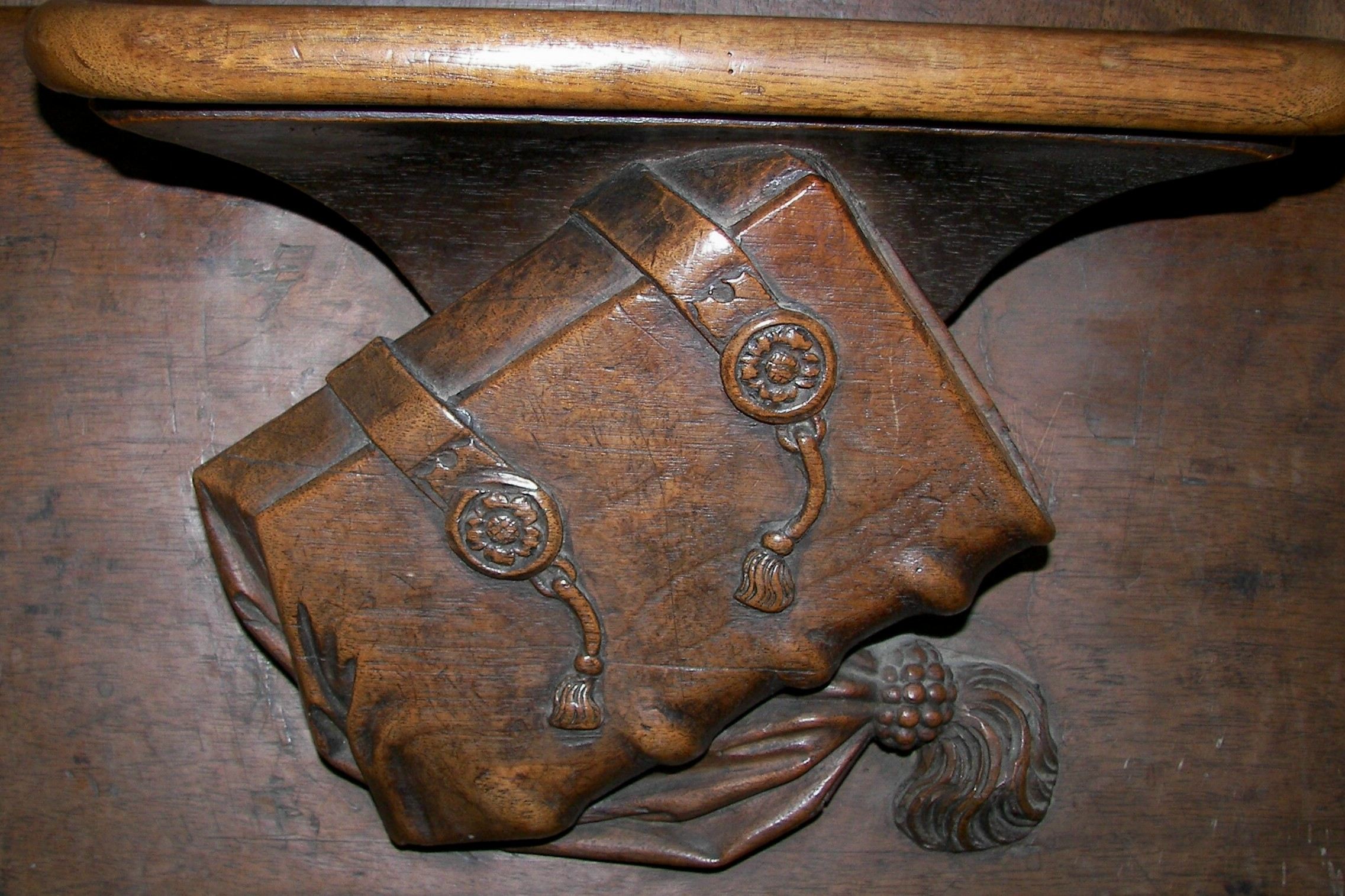
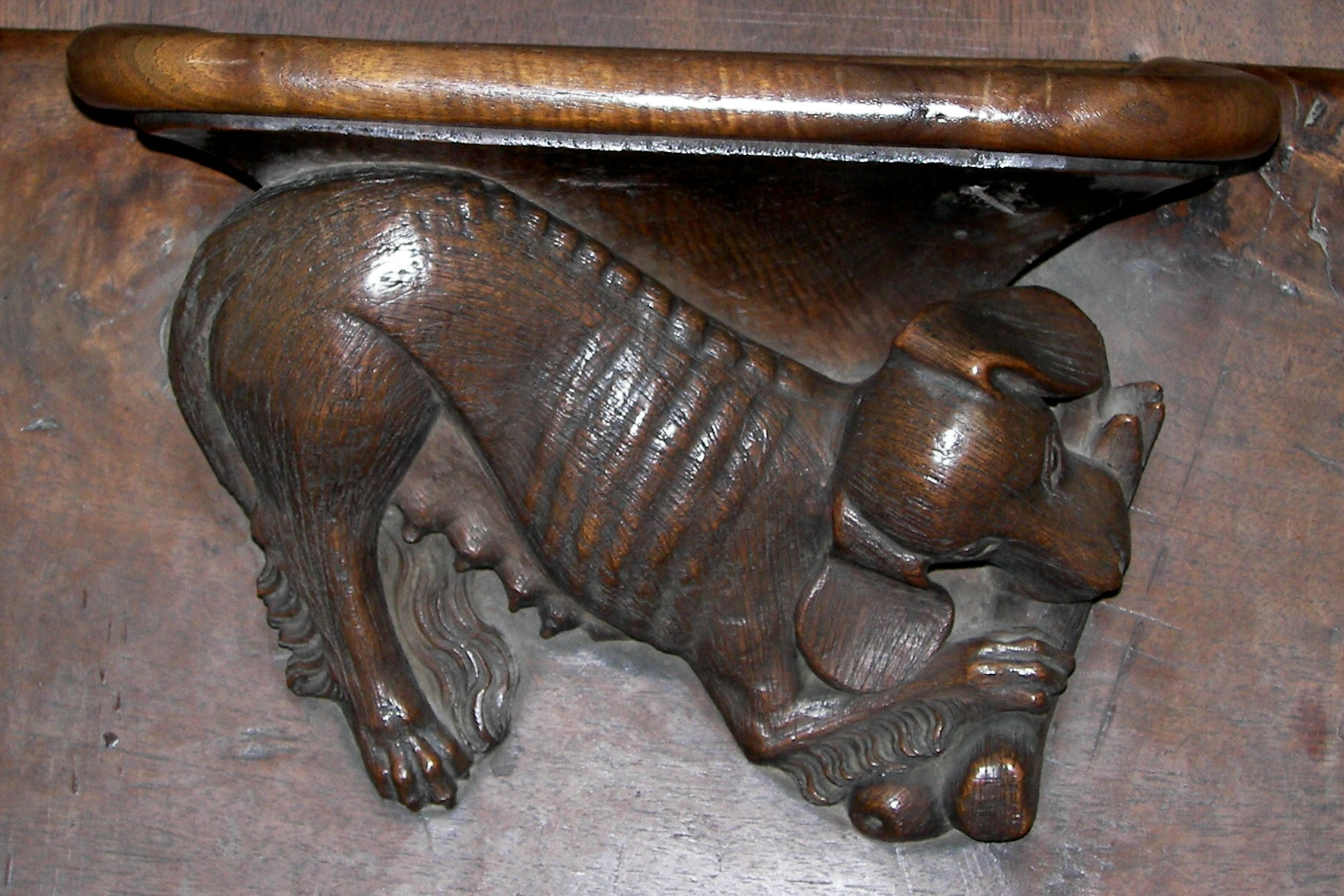
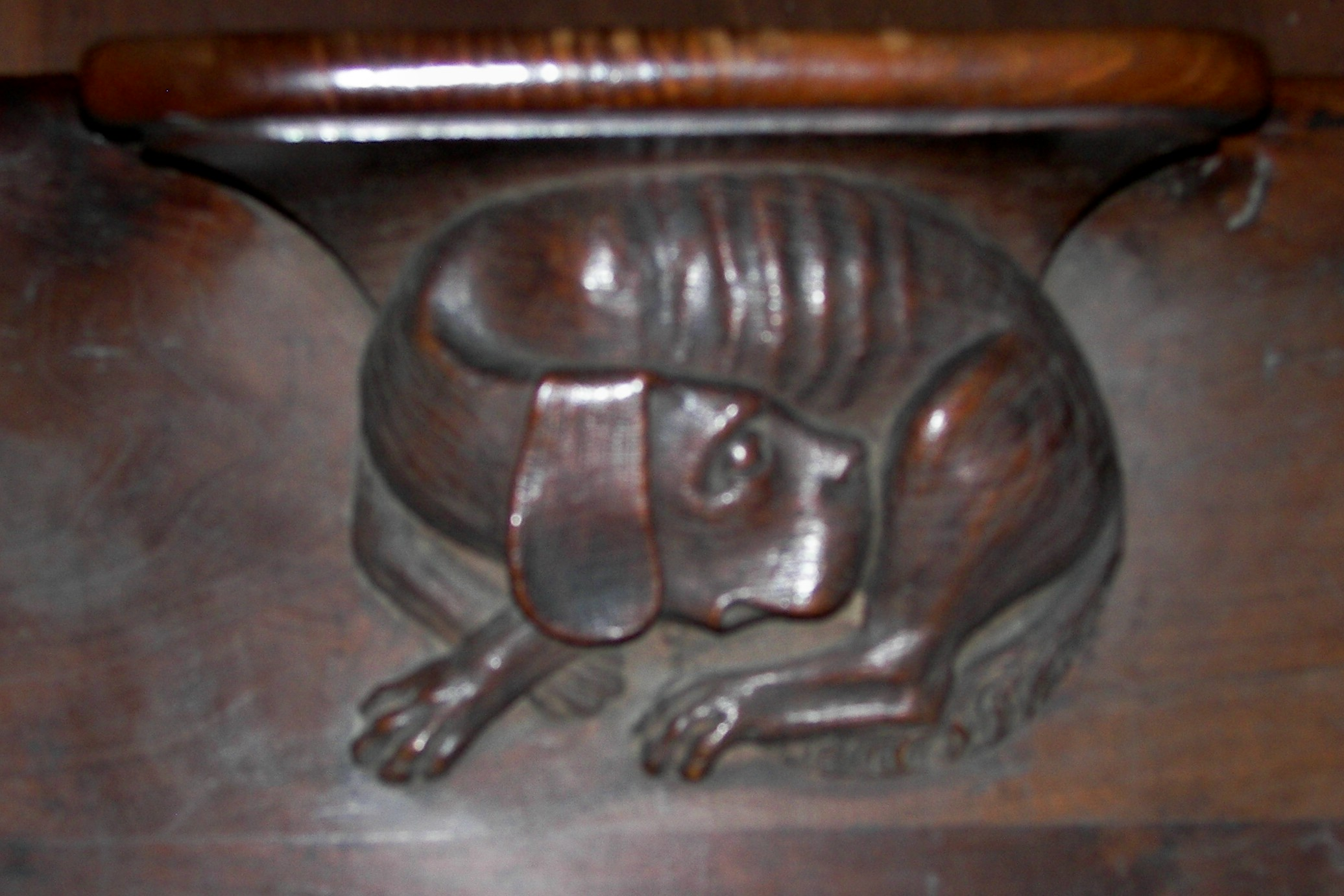
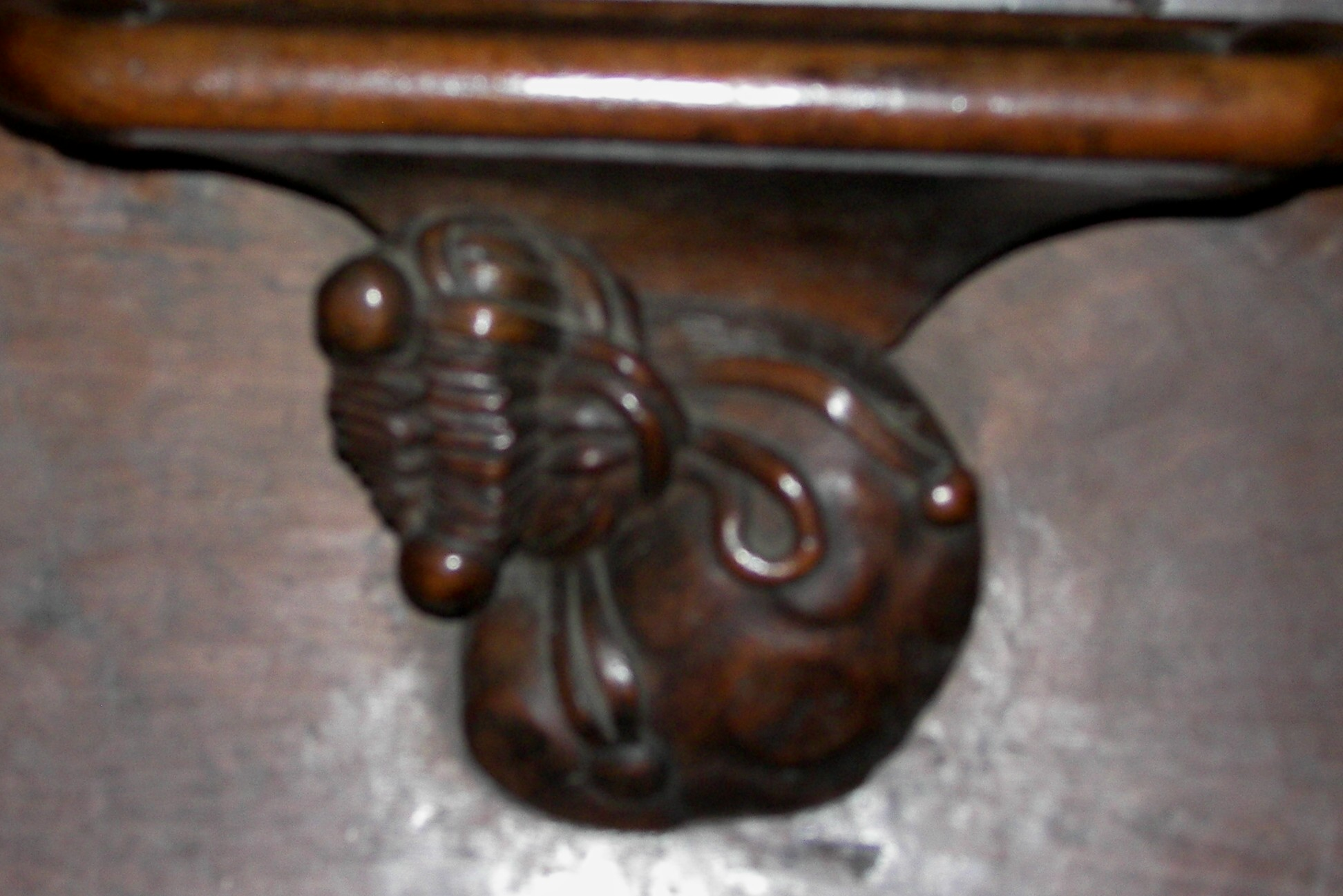
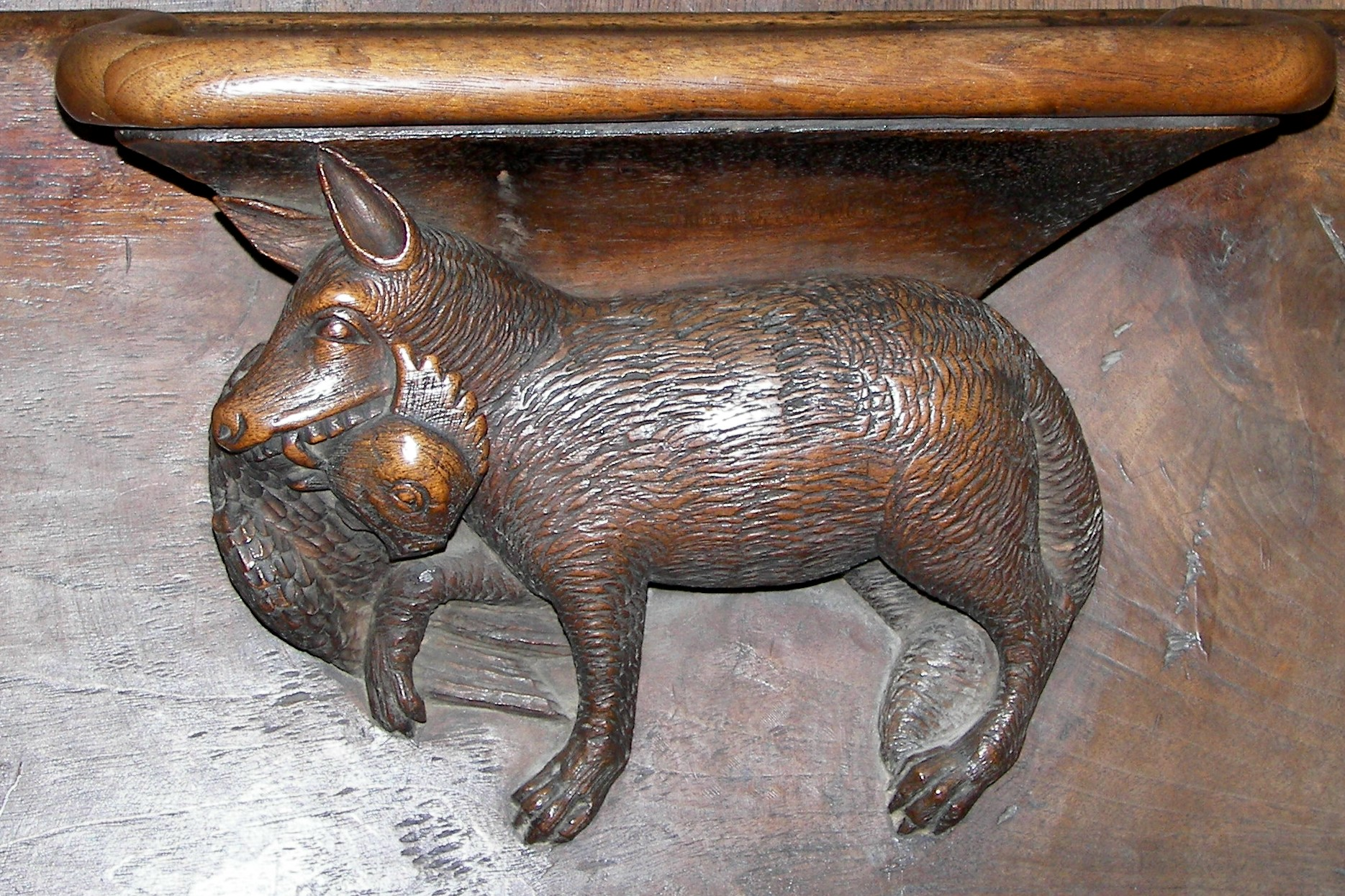

- Pavie, chartreuse

### Luxembourg
- Echternach, basilique Saint-Willibrord : fruits, fleurs et feuillages, homme végétal, chauve-souris, canetons. Mais surtout, ensemble somptueux de jouées surmontant les accotoirs des stalles (renard, canards, lion, éléphant, oiseau fantastique et personnages).

### Norvège
- Stalheim, hôtel de Stalheim : proviendrait d'un monastère de l'île de Halsnøy, un ensemble de trois stalles aux miséricordes représentant des têtes d'anges.

### Pays-Bas

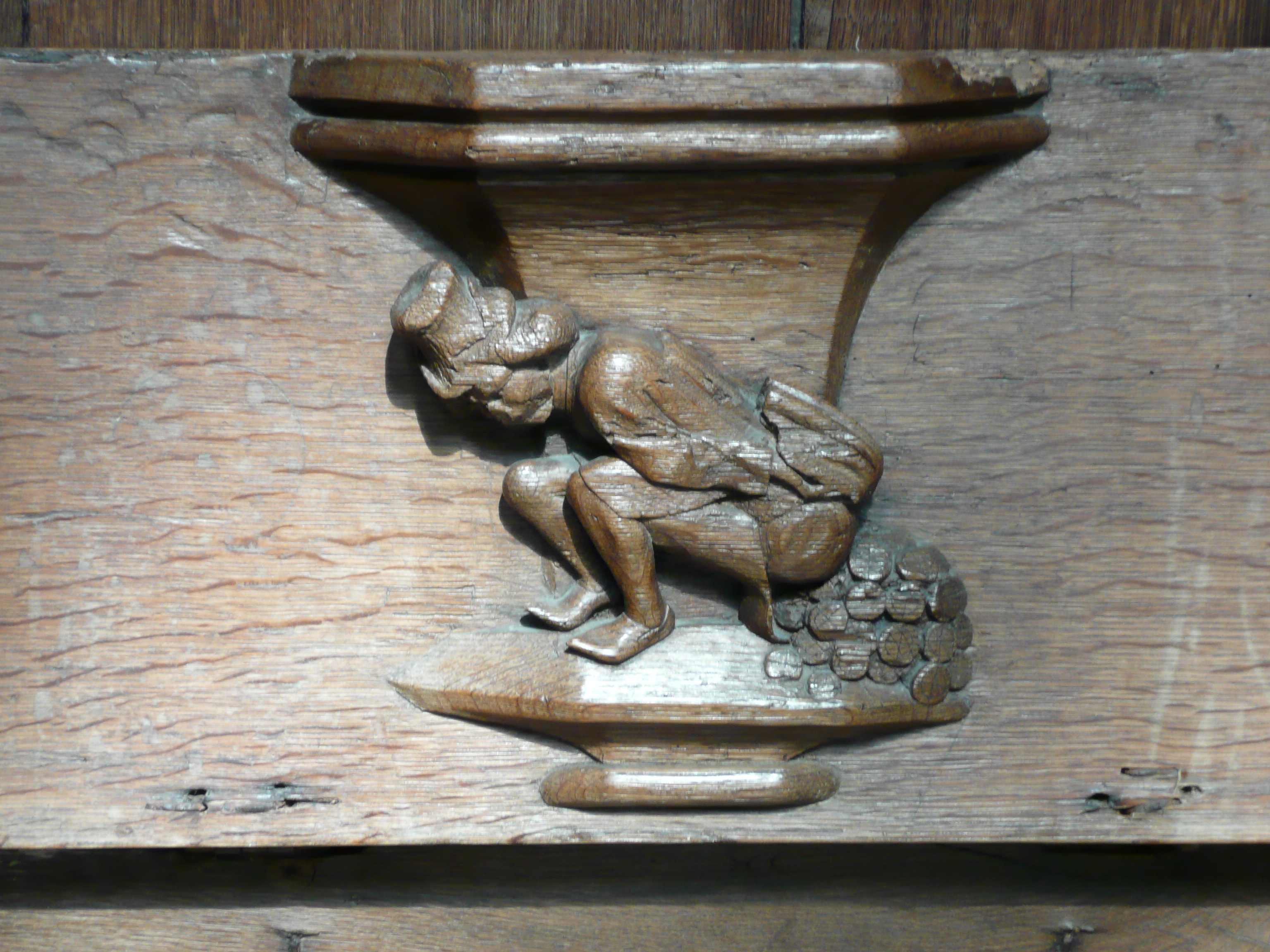
« Chieur de pièces » d'une miséricorde de l'église Oude Kerk d'Amsterdam.

- Amsterdam, église Saint-Nicolas, Oude Kerk
- Bois-le-Duc, cathédrale Saint-Jean
- Bolsward, église Saint-Martin
- Breda, église Notre-Dame
- Dordrecht, église Notre-Dame
- Haarlem, église Saint-Bavon
- Hilvarenbeek, église Saint-Pierre

### Portugal
- Lisbonne, quartier de Belém : église Sainte-Marie
- Tibäes, monastère Saint-Martin
- Vila Real, cathédrale Sao Domingos

### Royaume-Uni

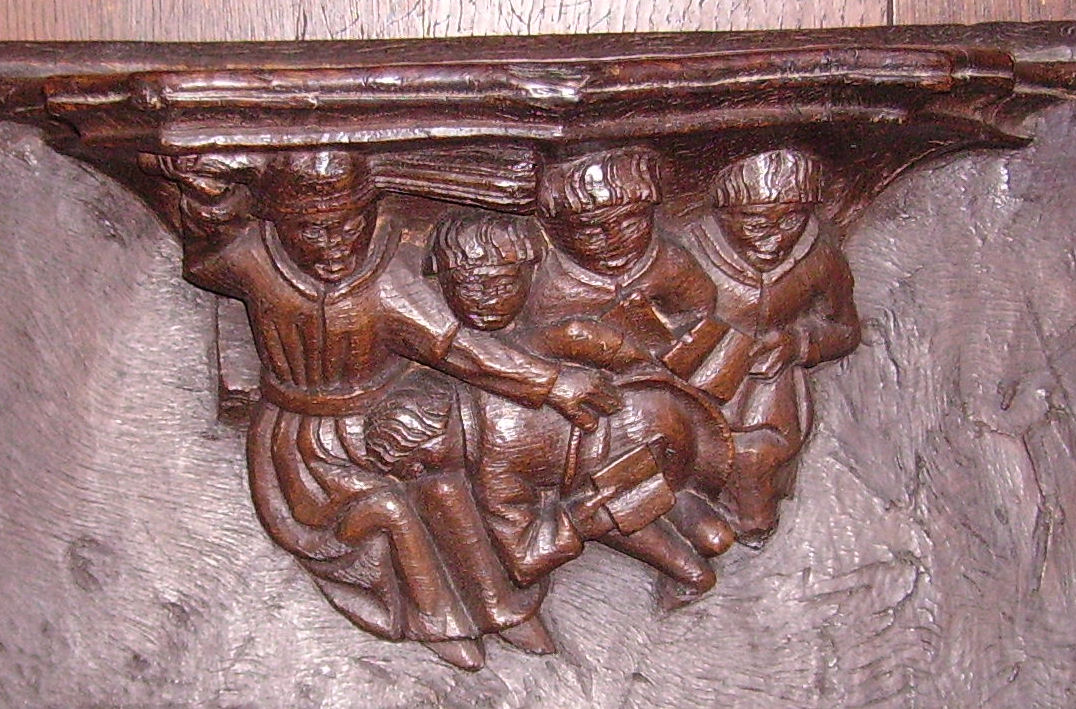
Maître fessant son élève, église St Botolph de Boston.

On a répertorié environ 3 500 miséricordes en Grande-Bretagne.
- Abererch, église St Cawrdaf

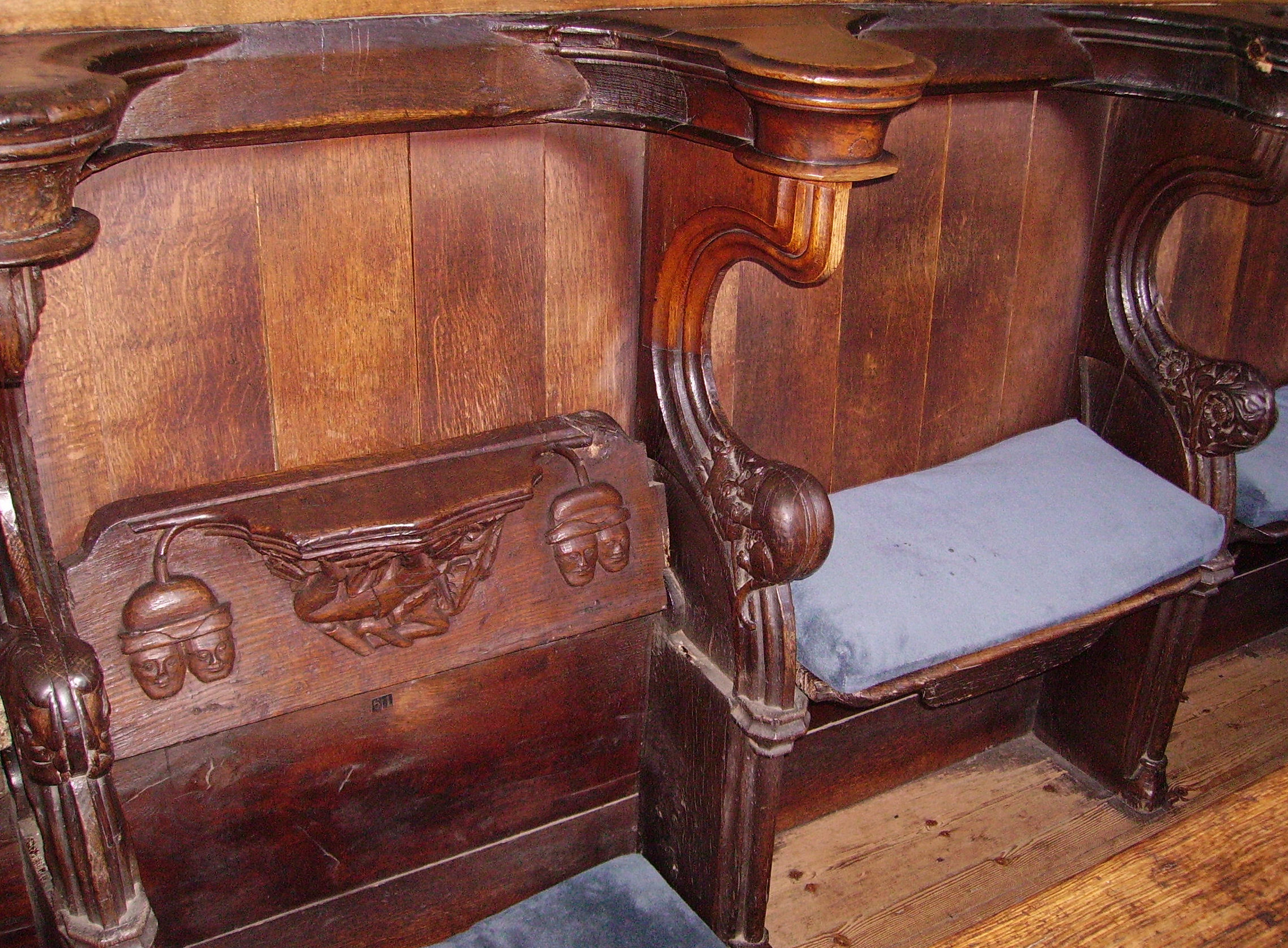
Deux stalles, siège rabattu à droite et siège relevé, faisant apparaître la miséricorde, à gauche (Boston Stump, Boston, Lincolnshire, Angleterre).

- Alpheton, église St Pierre-St Paul
- Alton, St Lawrence
- Arundel, chapelle du château
- Balsham, église de la Sainte-Trinité
- Berkswell
- Beverley, église St Mary
- Bildeston, église Sainte Marie-Madeleine
- Blymhill
- Boston, église Saint-Botolphe
- Brighton
- Brundish, église St Lawrence
- Cambridge, collège Jésus
- Cartmel, prieuré
- Caston, Sainte Croix
- Cawston, Sainte Agnès
- Chichester, cathédrale
- Durham, cathédrale
- Ely, cathédrale
- Enville, Vierge Sainte Marie
- Exeter, cathédrale Saint Pierre
- Exeter, musée
- Framsden, église Sainte Marie
- Great Eversden, église Sainte Marie
- Great Malvern, prieuré Sainte Marie-Saint Michel
- Gresford, église de tous les Saints
- Halsall
- Hereford, cathédrale
- Ipswich, église Ste Mary le Tower
- King's Lynn, église Ste Margaret
- Lancaster
- Leintwardine
- Ludlow, église Ste Laurence
- Malpas, église St Oswald
- Manchester, cathédrale
- Mere, église St Michel
- Middleton, église St Andrew
- Newcastle-upon-Tyne, cathédrale St Nicolas
- Norwich, St George
- Old Malton, église Ste Marie
- Orwell, église St Andrew
- Ottery, église Ste Vierge Marie
- Oxford, Magdalen College
- Peterborough, cathédrale
- Ripon, cathédrale
- Salle, église St Pierre-St Paul
- Sherborne, abbaye
- Skelton
- Southam de la Bere, église de l'Assencion
- Southwell
- St Asaph, cathédrale
- St Buryan
- Straford
- Studley Royal
- Sudbury, église St Grégoire
- Tewkesbury, abbaye Ste Vierge Marie
- Wels, cathédrale St André
- Weston-in-Gordano, St Pierre-St Paul
- Wingfield, St Andrew
- Worcester, cathédrale

### Suisse
- Bâle, cathédrale
- Estavayer-le-Lac
- Fribourg, abbaye de Hauterive
- Genève, cathédrale et temple de Saint-Gervais
- Moudon, église réformée Saint-Étienne
- Romainmôtier, abbatiale